# Diego Cardoso
Diego Cardoso Nogueira (Ribeirão Preto, 6 marzo 1994) è un calciatore brasiliano, attaccante del FC Cascavel.

## Carriera

### Club
Ha giocato nella massima serie e nella seconda divisione brasiliana.

### Nazionale
Nel 2011 ha giocato 3 partite con la nazionale brasiliana Under-17.